# خو إن رع
خو إن رع أو خوي إن رع أو خوينرع كان أميرًا مصريًا في الأسرة الرابعة، وسُمي تيمنًا بإله الشمس رع، فيعني اسمه المحمي بواسطة رع.

## السيرة الذاتية
كان ابن الملك منكاورع وأخته، الملكة خعمررنبتي الثانية. كان حفيدًا لـ خفرع وخعمررنبتي الأولى وابن حفيد لـ خوفو، الملك الذي بنى الهرم الأكبر بالجيزة.
كان سكرتيرًا و"رفيقًا وحيدًا لوالده".
كان الابن الأكبر لوالديه، لكنه لم يكن خليفة منكاورع على العرش. فقد خلف شبسس كاف أبيهما في الُملك.
دُفن خوينرع في جبانة منكاورع في المصطبة المرقمة (MQ 1). وصُوِرَ ضمن صوره في مصطبته تلك كصبي صغير يقف أمام والدته الجالسة على الجدار الجنوبي منها.